# Amélie Cocheteux
Amélie Cocheteux (née le 27 mars 1978 à Amiens) est une joueuse de tennis française, professionnelle de 1993 à 2001.

## Biographie
En 1995, elle remporte Roland-Garros en junior.
En 2000, associée à Nathalie Dechy, elle joue les quarts de finale en double dames de Roland-Garros puis de Wimbledon.
Pendant sa carrière, elle ne gagne aucun tournoi WTA, se consacrant essentiellement, les dernières années, aux épreuves du circuit ITF (quatre titres en simple).

## Palmarès

### Titre en double dames
Aucun

### Finale en double dames
| No | Date       | Nom et lieu du tournoi       | Catégorie | Dotation  | Surface      | Vainqueures                      | Partenaire       | Score    |          |
| -- | ---------- | ---------------------------- | --------- | --------- | ------------ | -------------------------------- | ---------------- | -------- | -------- |
| 1  | 03/05/1999 | Warsaw Cup by Heros Varsovie | Tier IVb  | 112 500 $ | Terre (ext.) | Cătălina Cristea Irina Selyutina | Janette Husárová | 6-1, 6-2 | Parcours |

## Parcours en Grand Chelem

### En simple dames
| Année | Open d'Australie | Open d'Australie  | Internationaux de France | Internationaux de France | Wimbledon       | Wimbledon         | US Open         | US Open          |
| ----- | ---------------- | ----------------- | ------------------------ | ------------------------ | --------------- | ----------------- | --------------- | ---------------- |
| 1995  | -                | -                 | 1er tour (1/64)          | Linda Wild               | -               | -                 | -               | -                |
| 1996  | -                | -                 | 1er tour (1/64)          | M.A. Sánchez             | 1er tour (1/64) | Kimberly Po       | -               | -                |
| 1997  | -                | -                 | 2e tour (1/32)           | Virginia Ruano           | -               | -                 | -               | -                |
| 1998  | 1er tour (1/64)  | Lindsay Davenport | 1er tour (1/64)          | Ann Grossman             | 1er tour (1/64) | Barbara Rittner   | 2e tour (1/32)  | Jana Novotná     |
| 1999  | 1er tour (1/64)  | Kristina Brandi   | 1er tour (1/64)          | Nathalie Tauziat         | 2e tour (1/32)  | Laura Golarsa     | 3e tour (1/16)  | Julie Halard     |
| 2000  | 2e tour (1/32)   | Mary Pierce       | 1er tour (1/64)          | Sonya Jeyaseelan         | 1er tour (1/64) | Magdalena Maleeva | 1er tour (1/64) | Sonya Jeyaseelan |

À droite du résultat, l’ultime adversaire.

### En double dames
| Année | Open d'Australie            | Open d'Australie       | Internationaux de France     | Internationaux de France  | Wimbledon                  | Wimbledon                | US Open                     | US Open             |
| ----- | --------------------------- | ---------------------- | ---------------------------- | ------------------------- | -------------------------- | ------------------------ | --------------------------- | ------------------- |
| 1995  | -                           | -                      | 1er tour (1/32) Audrey Sidot | I. Driehuis L. Pleming    | -                          | -                        | -                           | -                   |
| 1998  | -                           | -                      | 2e tour (1/16) S. Pitkowski  | C. Martínez P. Tarabini   | -                          | -                        | -                           | -                   |
| 1999  | -                           | -                      | 1er tour (1/32) A. Dechaume  | M. Hingis A. Kournikova   | 2e tour (1/16) Émilie Loit | V. Ruano Paola Suárez    | 1er tour (1/32) P. Schnyder | Anke Huber A. Sidot |
| 2000  | 1er tour (1/32) J. Husárová | F. Labat T. Tanasugarn | 1/4 de finale N. Dechy       | Julie Halard Ai Sugiyama  | 1/4 de finale N. Dechy     | A. Kournikova N. Zvereva | -                           | -                   |
| 2001  | -                           | -                      | 1er tour (1/32) S. Foretz    | Petra Mandula P. Wartusch | -                          | -                        | -                           | -                   |

Sous le résultat, la partenaire ; à droite, l’ultime équipe adverse.

### En double mixte
| Année | Open d'Australie | Open d'Australie | Internationaux de France      | Internationaux de France | Wimbledon | Wimbledon | US Open | US Open |
| ----- | ---------------- | ---------------- | ----------------------------- | ------------------------ | --------- | --------- | ------- | ------- |
| 1996  | -                | -                | 1er tour (1/32) Olivier Mutis | S. Testud L. Barthez     | -         | -         | -       | -       |
| 2001  | -                | -                | 1er tour (1/16) C. Kauffmann  | A. Sánchez Jared Palmer  | -         | -         | -       | -       |

Sous le résultat, le partenaire ; à droite, l’ultime équipe adverse.

## Classements WTA en fin de saison

### En simple
| Année | 1993 | 1994 | 1995 | 1996 | 1997 | 1998 | 1999 | 2000 | 2001 |
| Rang  | 774  | 911  | 226  | 166  | 106  | 77   | 64   | 179  | 1022 |

Source : (en) « Classements de Amélie Cocheteux », sur le site officiel du WTA Tour

### En double
| Année | 1995 | 1996 | 1997 | 1998 | 1999 | 2000 |
| Rang  | 494  | 273  | 445  | 160  | 88   | 67   |

Source : (en) « Classements de Amélie Cocheteux », sur le site officiel du WTA Tour